# Мумификация
Мумифика́ция (от фр. momification — «превращение в мумию») — процесс создания мумии из тела умершего человека (или животного). При определённом стечении обстоятельств данный процесс может происходить естественным путём, без вмешательства человека. В последнем случае все внутренние органы остаются на месте.

## Естественная мумификация
Естественная мумификация происходит, если тела умерших людей оказываются в условиях окружающей среды, препятствующих разложению, например, жаркий и сухой воздух или наоборот — низкая температура. Примером может являться Этци — ледяная мумия эпохи халколита. Судебный медик П. С. Семеновский установил следующие условия, замедляющие процесс гниения:
1. Недостаток в доступе кислорода и обилие воды.
2. Наличие воды в почве с большим содержанием извести (водородный показатель значительно больше 7); в этом случае мёртвые тела как бы окаменевают.
3. Влияние действия сухого воздуха, из-за которого происходит высыхание, или мумификация трупа, так как сухой ветер мешает деятельности живых микроорганизмов или прекращает её.

Примером в XIX веке было разложение мёртвых тел этрусков при раскопах древнего поселения Тархны в Италии. Когда археологи проникли в подземные гробницы возрастом 3 тысячи лет, то увидели мёртвые тела в доспехах, у которых сохранились даже лица. Однако вместе с археологами в захоронение попал кислород, после чего мёртвые тела начали распадаться.
Мумификация происходит следующим путем. В первые дни после смерти при благоприятной температуре воздуха гниение идет чрезвычайно быстро, и мягкие, рыхлые, богатые кровью паренхиматозные органы колликвацируются, то есть превращаются в жидкую массу. Последняя вместе с сывороткой крови и лимфы скопляется в нижележащих частях трупа и затем вытекает наружу через гнилые, дряблые и местами распавшиеся стенки полостей. Вытекшая жидкость поглощается сухим песком и вообще сухой, хорошо вентилируемой почвой. Вследствие вытекания из трупа сыворотки и разжиженных внутренних органов он лишается значительной части содержащейся в нем жидкости и делается суше. Труп же, содержащий лишь небольшое количество воды, является средой, мало пригодной для жизнедеятельности гнилостных бактерий, обусловливающих гниение. Последнее замедляется или прекращается, и труп при высокой температуре и сухости воздуха начинает быстро высыхать и через короткое время вполне мумифицируется. Кроме почвы, климата, степени вентиляции при образовании мумии имеют значение и индивидуальные особенности трупа. Чаще подвергаются мумификации незрелые плоды, трупы худощавых, малокровных. При благоприятных внешних условиях плоды могут подвергаться мумификации уже через две-три недели, а трупы взрослых — приблизительно через три месяца. В некоторых случаях мощи представляют собой мумии, и их возникновение объясняется вышеизложенными причинами.

## Рукотворная мумификация
Известно несколько способов мумификации, но наиболее распространённым считался процесс с использованием химических веществ растительного или животного происхождения (бальзамирование). Особую популярность мумификация имела в Древнем Египте, где тело покойного (человека или животного) превращали в мумию.
В настоящее время мумификации практикуют племена Центральной Африки и Южной Америки. В России наиболее известен случай мумификации главы государства — в 1924 году забальзамировано тело вождя Октябрьской революции В. И. Ленина. (см. Мавзолей Ленина)